# Чириз
Чириз — река в России, протекает в Бардымском районе Пермского края. Устье реки находится в 28 км по левому берегу реки Тулва. Длина реки составляет 26 км.
Исток находится в юго-западной части Тулвинской возвышенности в 6 км к юго-востоку от села Акбаш. Река течёт на северо-восток, протекает сёла Березники и Ишимово. Ниже последнего впадает в Тулву.

## Данные водного реестра
По данным государственного водного реестра России относится к Камскому бассейновому округу, водохозяйственный участок реки — Кама от Камского гидроузла до Воткинского гидроузла, речной подбассейн реки — бассейны притоков Камы до впадения Белой. Речной бассейн реки — Кама.
По данным геоинформационной системы водохозяйственного районирования территории РФ, подготовленной Федеральным агентством водных ресурсов:
- Код водного объекта в государственном водном реестре — 10010101012111100014905
- Код по гидрологической изученности (ГИ) — 111101490
- Код бассейна — 10.01.01.010
- Номер тома по ГИ — 11
- Выпуск по ГИ — 1